# Turner Glacier
Turner Glacier är en glaciär i Antarktis. Den ligger i Västantarktis. Argentina, Chile och Storbritannien gör anspråk på området. Turner Glacier ligger 717 meter över havet.
Terrängen runt Turner Glacier är varierad. Havet är nära Turner Glacier österut. Trakten är glest befolkad. Närmaste befolkade plats är Rothera Research Station, 14,8 kilometer öster om Turner Glacier. 